# Le Journal de Québec
Pour l’article homonyme, voir Le Journal de Québec (1842-1889).
Le Journal de Québec est un journal quotidien distribué principalement dans les régions de Québec, de Chaudière-Appalaches, du Saguenay-Lac-Saint-Jean et dans l'est du Québec.
Avec Le Soleil, il est un des deux principaux journaux quotidiens de la capitale québécoise et le seul publié en version papier depuis le 3 janvier 2024.
Il est la propriété de l'entreprise Quebecor Corporation.

## Description
La version papier du Journal de Québec présente la plupart du temps des titres à caractère sensationnaliste. Son format tabloïd fait en sorte qu'on le retrouve dans presque tous les restaurants de la ville, bien que la plupart offrent aussi d'autres journaux.
Au cours des dernières années, Le Journal de Québec s'est tourné davantage vers le journalisme d'enquête et la couverture de la politique provinciale, en plus d'offrir la plus importante section d'opinions et de débats dans son marché. Il n'a toutefois pas délaissé la couverture des sports, des arts et spectacles, de l'actualité municipale et des faits divers qui ont fait sa renommée.
En plus de son édition régulière, Le Journal de Québec est accompagné de nombreux cahiers et suppléments : les cahiers Mardi Québec, Vendredi Québec et Dimanche Québec, de même que CASA et le cahier Weekend. Le Journal de Québec s'est enrichi ces dernières années de nombreux journalistes spécialisés et chroniqueurs de renom.

## Historique

### Origines

Ancien logo du Journal de Québec.

Fondé par Pierre Péladeau, Le Journal de Québec paraît pour la première fois le 6 mars 1967. D'abord imprimé à Montréal, au Journal de Montréal, le journal s'installe définitivement, en 1972 dans l'ancienne ville de Vanier  dans la banlieue de la ville de Québec, où il ouvre des bureaux et une imprimerie. Son premier abonné fut le ministre des Transports et des Communications du Québec, le docteur Fernand Lizotte.

### Lock-out de 2007
Un lock-out contre le Syndicat canadien de la fonction publique est déclenché le 22 avril 2007 et prend fin en août 2008. Les grévistes ont créé leur propre quotidien gratuit, Média Matin Québec.

### Changements de 2022-2023
Le 8 décembre 2022, il est annoncé que le Journal de Québec ne publiera plus de journal le dimanche. La dernière édition du journal pour un dimanche a lieu le 18 décembre 2022.
Le 5 janvier 2023, il est annoncé, qu'en 2023, que le journal sera dorénavant imprimé sur les presses du Journal de Montréal à Mirabel et que l'imprimerie de l'avenue Béchard dans le quartier Vanier à Québec sera fermée.